# Перегіняк Григорій
Григорій Перегіняк (псевдо: «Коробка», «Довбенко», «Довбешка»; 8 січня 1908, с. Старий Угринів, Калуський район, Івано-Франківська область — 22 лютого 1943, м-ко Висоцьк, Дубровицький район, Рівненська область) — організатор збройних відділів УПА на Волині.

## Біографія
Народився 8 січня 1908 року в селі Старий Угринів (тоді Калуський повіт, Королівство Галичини та Володимирії, Австро-Угорська імперія), нині Калуський район, Івано-Франківська область.
Був засуджений поляками за замах на староугринівського солтиса Ільківа — прислужника окупантів та приналежність до ОУН на довічне ув'язнення (вбивство провокатора), деякий час перебував у в'язниці «Святий Хрест» (Вронкі, Келецького воєводства, Польща) разом із односельцем Степаном Бандерою — Крайовим провідником ОУН та іншими засудженими Львівським та Варшавським судовими процесами, звільнився у вересні 1939 р. Пройшов військові курси ОУН у 1940 р., учасник похідної групи ОУН у 1941 р., вояк збройних відділів ОУН-Бандери на Поліссі в 1942 р. У листопаді 1942 р. організував поблизу Луцька другу сотню УПА, а згодом виникли й інші сотні УПА. На Поліссі організував перший військовий відділ — сотню для спеціальних завдань, особливо проти карних експедицій, які німці висилали для поборювання спротиву населення за нездачу контингентів чи висилання молоді до Німеччини.

## Збройна боротьба з окупантами
Провів перший бій УПА з німцями 7 лютого 1943 року. Під час цієї військової операції українські повстанці звільнили містечко Володимирець, розгромили німецьку комендатуру та знищили відділ німецької жандармерії (складеної з поляків), ліквідувавши при цьому коменданта м. Володимирця. У місті Володимирець УПА було встановлено українську владу і піднято синьо-жовтий прапор. Далі сотнею було підірвано вантажний потяг.

### Останній бій
22 лютого 1943 року загін «Довбенка» атакував німецький гарнізон чисельністю 200 вояків у містечку Висоцьк (тоді Сарненський ґебіт, Генеральна округа Волинь-Поділля, Райхскомісаріат Україна, нині Дубровицький район, Рівненська область). По ходу операції гітлерівці отримали ще підкріплення в 350 вояків час й наступ українських визволителів не вдався. Під час бою за звільнення містечка Висоцьк від німців, поліг смертю героя командир загону Григорій Перегіняк, скошений німецькими кулями. Вважається що втрати противника під час атаки на Висоцьк склали 20 осіб, втрати УПА — 2 людини, в їх числі був і Перегіняк
Польський історик Гжегож Мотика наводить дещо іншу версію загибелі Перегіняка, посилаючись на спогади одного з бійців УПА. Згідно з цими спогадами відділ Перегіняка відпочивав на хуторі Бродець, коли на нього напали німці. Після короткої перестрілки відділ відійшов до лісу. Сам Перегіняк у цей час перебував у Висоцьку, звідки, почувши стрілянину, негайно прискакав на коні на хутір, де його загону вже не було. З ним загинула санітарка УПА, яка встигла перед загибеллю вразити трьох бійців противника гранатою і двох — вогнем з пістолета. При цьому поховання Перегіняка датовано в спогадах 9 квітня 1943 року.

## Вшанування пам'яті
За часів незалежності України на місці загибелі відважного сотенного встановлено пам'ятний знак.
У рідному селі — Старому Угринові на честь Г. Перегіняка названо вулицю, на якій він колись проживав, відбулось ряд культурно-масових заходів, готується встановлення пам'ятного знака.